# Said Ameri
Said Ameri (* 15. Juni 2003) ist ein algerischer Leichtathlet, der sich auf den Langstreckenlauf spezialisiert hat.

## Sportliche Laufbahn
Erste Erfahrungen bei internationalen Meisterschaften sammelte Said Ameri im Jahr 2022, als er bei den Arabischen-U20-Meisterschaften in Radès in 8:19,14 min den fünften Platz im 3000-Meter-Lauf belegte und über 3000 m Hindernis mit 9:10,32 min ebenfalls auf Rang fünf gelangte. Anschließend schied er bei den U20-Weltmeisterschaften in Cali mit 3:50,78 min in der ersten Runde im 1500-Meter-Lauf aus. Im Jahr darauf gewann er bei den Arabischen-U23-Meisterschaften in Radès in 13:44,66 min die Silbermedaille im 5000-Meter-Lauf hinter dem Marokkaner Taha Er Raouy gewann und sich über 10.000 Meter in 30:44,44 min die Bronzemedaille hinter Er Raouy und dessen Landsmann Mohammed Aataati sicherte. Anschließend belegte er bei den Panarabischen Spielen in Algier in 29:24,20 min den vierten Platz im 10.000-Meter-Lauf, ehe er bei den World University Games in Chengdu in 14:20,01 min den fünften Platz über 5000 Meter belegte und über 10.000 Meter nicht ins Ziel kam. 2024 gelangte er bei den Afrikameisterschaften in Douala mit 13:52,62 min den achten Platz über 5000 Meter. 
2023 wurde Ameri algerischer Meister im 10.000-Meter-Lauf sowie 2024 über 5000 Meter.

## Persönliche Bestzeiten
- 5000 Meter: 13:16,94 min, 6. Juli 2024 in Maisons-Laffitte
- 10.000 Meter: 28:59,97 min, 18. April 2023 in Algier
- 5-km-Straßenlauf: 13:40 min, 11. Februar 2024 in Monaco (algerischer Rekord)